# Wahre Geschichten – frei erfunden
Wahre Geschichten – frei erfunden (Untertitel: 4 Episoden mit Attila Hörbiger)  ist ein österreichisch-deutscher Fernsehfilm aus dem Jahr 1980.

## Handlung
In einer kurzen Einleitung erzählt Attila Hörbiger, er habe zwar keine Wunschrollen, es gebe aber bestimmte Situationen, die er in seiner langen Karriere noch nie gespielt habe und gerne spielen würde. Als Beispiele folgen nun vier nicht miteinander verbundene Geschichten, in denen jeweils Hörbiger die Hauptrolle spielt.

### Erste Episode
Ein pensionierter Oberst namens Karl Albert lebt auf seinem Landgut mit seiner Frau Sophie und einigem Hauspersonal, darunter der Diener Josef, der im Krieg Karl Alberts Offiziersbursche war. Beim Frühstück berichtet Sophie ihrem Mann, sie habe in der Nacht beobachtet, wie Josef heimlich mit dem Pferd des Obersten ausgeritten ist. Karl Albert selbst, der in einem anderen Zimmer schläft, habe nichts davon bemerkt. Sophie befürchtet nun, Josef habe eine Geliebte, und hat auch eine bestimmte Frau, die erst kürzlich ins Dorf gezogen ist, im Verdacht. Sophie hat strenge moralische Maßstäbe, hält auf Zucht und Ordnung und ist daher über Josefs Verhalten entrüstet. Sie überredet Karl Albert, mit Josef darüber zu reden.
Josef wird in Karl Alberts Arbeitszimmer gerufen, wo Karl Albert ihn laut und streng zurechtweist. Gleichzeitig bietet er aber Josef Cognac und Zigarren an. Laut ruft er, Josef soll gerade stehen, leise bietet er ihm einen Platz auf dem Sofa an: Das Ganze ist also nur für die im Nebenzimmer zuhörende Sophie inszeniert. Anschließend hilft Josef seinem Herrn ins Jackett, von dem er noch zwei lange Haare entfernt, und ermahnt ihn, beim nächsten mal den Hinterausgang des Pferdestalls zu nehmen – offensichtlich war es also Karl Albert selbst, der nachts ausgeritten ist.

### Zweite Episode
Ein alter Schuhmacher in einer ungarischen Kleinstadt bekommt zum 80. Geburtstag von seinen Söhnen eine Nähmaschine geschenkt, damit er die Schuhe nicht mehr per Hand nähen muss. Er ist aber stolz auf seine Handwerkskunst und will die Maschine nicht haben. Am nächsten Tag kommt ein Bus mit einer großen Gruppe deutschsprachiger Touristen, die ihm den ganzen Laden leerkaufen. Der Reiseleiter kündigt ihm an, am nächsten Tag wiederzukommen, und so macht sich der Schuhmacher gleich wieder an die Arbeit. Er merkt jedoch, dass ihm das Nähen immer schwerer fällt, und nach einem längeren inneren Kampf entschließt er sich doch, die Maschine zu benutzen. Nun geht ihm die Arbeit leicht von der Hand, und am nächsten Morgen ist der Laden wieder voll. Damit das Schild mit der Aufschrift „Handgemacht“ im Schaufenster noch seine Berechtigung hat, holt er noch ein altes Paar Schuhe aus seiner Werkstatt, stellt es zwischen die neuen, und platziert das Schild genau davor.

### Dritte Episode
Der alte Homolla ist Nachtportier in einem Theater. Er beobachtet bei seinen nächtlichen Rundgängen immer wieder ein Licht in der Schneiderei, doch bevor er die Treppen erklommen und bei der Schneiderei angekommen ist, ist es wieder dunkel und er sieht durchs Fenster noch eine Gestalt aus dem Haus fliehen. Da es keine Spuren gibt, glaubt ihm niemand: Man hält ihn für senil. Doch Homolla findet den Schlüssel für einen seit Langem nicht mehr benutzten Nebeneingang, durch den die Gestalt entwischt ist. So kann er in der nächsten Nacht den Eindringling erwischen: Es ist die Schneiderin Frau Seidel. Sie bessert sich ihr schmales Gehalt auf, indem sie Kleider aus dem Kostümfundus privat verleiht. Nachts bringt sie sie zurück und bügelt sie. Sie fleht Homolla an, sie nicht zu verraten, er besteht jedoch auf seiner Pflicht und Verantwortung und will am nächsten Morgen alles dem Direktor melden. Der Direktor ist jedoch im Stress und geht mit seinen Untergebenen sehr herrisch und herablassend um, und so überlegt Homolla es sich anders und Frau Seidel wird verschont.

### Vierte Episode
Der Protagonist der letzten Geschichte ist ein alter Mann, nach seiner Kleidung wohl ein Landstreicher, der auf einem Marktplatz die Kinder mit Späßen und Zaubertricks unterhält. Dann lädt er sie auf ein „Würschtel“ in einen Gasthof ein, macht sich aber aus dem Staub, sodass der Wirt die Kinder wieder hinausjagt. Der alte Mann wandert durch die Landschaft, lässt sich von einem Bauern auf seinem Heuwagen mitnehmen und kommt wieder in die Stadt zurück, wo er auf dem Marktplatz die nächsten Kinder findet, die er unterhalten kann.

## Produktion
Der Film ist eine Koproduktion von ORF und ZDF, hergestellt von  Wien-Film. Am 6. April 1980 wurde er auf ORF 2 zum ersten Mal ausgestrahlt, im deutschen Fernsehen lief er zuerst am 18. Januar 1981.
Ebenfalls bei Wien-Film entstand im Jahr davor ein sehr ähnlicher Episodenfilm über Hörbigers Ehefrau Paula Wessely unter dem Titel Augenblicke – 4 Szenen mit Paula Wessely.